# Michael Staiger
Michael Staiger (* 1973) ist ein deutscher Literaturwissenschaftler und -didaktiker.

## Leben
Staiger studierte an der Pädagogischen Hochschule Freiburg zuerst im Lehramtsstudium die Fächer Deutsch, Musik und Katholische Theologie, später im Diplomstudium Erziehungswissenschaft (Erwachsenenbildung) und Kommunikationswissenschaft. 2005 wurde Staiger in Freiburg im Breisgau mit einer Arbeit zum Thema Deutschdidaktik als Medienkulturdidaktik promoviert. Von 2005 bis 2017 war er Akademischer Rat und Oberrat am Institut für deutsche Sprache und Literatur der Pädagogischen Hochschule Freiburg. 2017 wurde er auf eine Professur für Neuere deutsche Literatur und ihre Didaktik an der Universität zu Köln berufen. Dort leitet er seitdem die Arbeitsgruppe "Literatur – Bild – Medium" am Institut für deutsche Sprache und Literatur II.
Forschungsschwerpunkte Staigers sind Filmanalyse und Filmdidaktik, Intermedialität sowie die Narratologie und Didaktik multimodaler Literatur (insbesondere Bilderbuch, Comic, Multimodaler Roman, Erstlesebuch).
Staiger ist Mitherausgeber der Fachzeitschrift Der Deutschunterricht. Beiträge zu seiner Praxis und wissenschaftlichen Grundlegung (Friedrich Verlag, Hannover) und des Open-Access-E-Journals MiDU – Medien im Deutschunterricht.

## Publikationen (Auswahl)
- Medienbegriffe – Mediendiskurse – Medienkonzepte. Bausteine einer Deutschdidaktik als Medienkulturdidaktik, Baltmannsweiler: Schneider Hohengehren 2007, ISBN 978-3-8340-0191-7
- Literaturverfilmungen im Deutschunterricht (Oldenbourg Interpretationen 112), München: Oldenbourg 2010, ISBN 978-3-637-00557-0
- Grundkurs Film 2: Filmkanon – Filmklassiker – Filmgeschichte (mit Joachim Pfeiffer), Braunschweig: Schroedel 2010, ISBN 978-3-507-10019-0
- Die Bibliothek der ungeschriebenen Bücher (mit Friedemann Holder & Annette Pehnt), München: Piper 2014, ISBN 978-3-492-05633-5
- Serialität in Literatur und Medien. Bd. 1: Theorie und Didaktik (hrsg. mit Petra Anders), Baltmannsweiler: Schneider Hohengehren 2016, ISBN 978-3-8340-1571-6
- Serialität in Literatur und Medien. Bd. 2: Modelle für den Deutschunterricht (hrsg. mit Petra Anders), Baltmannsweiler: Schneider Hohengehren 2016, ISBN 978-3-8340-1572-3
- Einführung in die Filmdidaktik. Kino, Fernsehen, Video, Internet (mit Petra Anders u. a.), Stuttgart: J.B. Metzler 2019, ISBN 978-3-476-04764-9, doi:10.1007/978-3-476-04765-6
- Das Bilderbuch. Theoretische Grundlagen und analytische Zugänge (hrsg. mit Ben Dammers & Anne Krichel),  Berlin: J.B. Metzler 2022, ISBN 978-3-476-05823-2, doi:10.1007/978-3-476-05824-9
- Schrift / Bild – Lesen. Interdisziplinäre Perspektiven für die Leseforschung (Hrsg.),  Berlin: J.B. Metzler 2025, ISBN 978-3-662-69716-0, doi:10.1007/978-3-662-69717-7